# Coenonympha gynandra
Coenonympha gynandra är en fjärilsart som beskrevs av Bubacek 1923. Coenonympha gynandra ingår i släktet Coenonympha och familjen praktfjärilar. Inga underarter finns listade i Catalogue of Life.